# Deir Zor (província)
O Deir Zor (em árabe: مُحافظة دير الزور) é uma das quatorze províncias (muhafazat) da Síria. Está situado na porção oriental do país, na fronteira com o Iraque. Possui uma área de 33.060 km² e uma população de 1 094 000 habitantes (estimativa de 2007). Sua capital é Deir Zor.

## Distritos
- Abu Kamal
- Deir Zor
- Maiadim

## Operação Pomar
Deir Zor foi também a localidade da execução da Operação Pomar, uma operação militar israelense ocorrida em 6 de setembro de 2007. Israel bombardeou um complexo no norte da Síria que era suspeito de abrigar materiais nucleares provenientes da Coreia do Norte.